# 12553 Aaronritter
A 12553 Aaronritter (ideiglenes jelöléssel 1998 QZ46) a Naprendszer kisbolygóövében található aszteroida. A LINEAR projekt keretében fedezték fel 1998. augusztus 17-én.